# Plectrocnemia kydon
Plectrocnemia kydon là một loài Trichoptera trong họ Polycentropodidae. Chúng phân bố ở miền Cổ bắc.